# Биријани
Биријани (перс. بریانی), бириани, беријани или бериани је јело од риже са додацима и зачинима.

## Опште информације
Главни састојци су рижа (обично басмати), месо, риба, јаја или поврће. Назив долази од персијске речи беријā(н) што значи пржен.
Начин кувања биријанија потиче из Ирана. Ирански путници и трговци донели су ово јело на Индијски потконтинент, где је врло популарно. Локалне варијанте овог јела, популарне су у јужној Азији, али и у Југоисточној Азији, Арабији и међу азијских досељеника у западним земљама.
Зачини, који се користе у биријанију могу укључивати: гхее, мушкатни орашчић, кумин, папар, клинчић, кардамом, цимет, ловор, коријандер, метвицу, шафран, ђумбир, лук, и чешњак.
Од меса може ићи: говедина, пилетина, козетина, јагњетина или риба.